# Portsmouth, New Hampshire

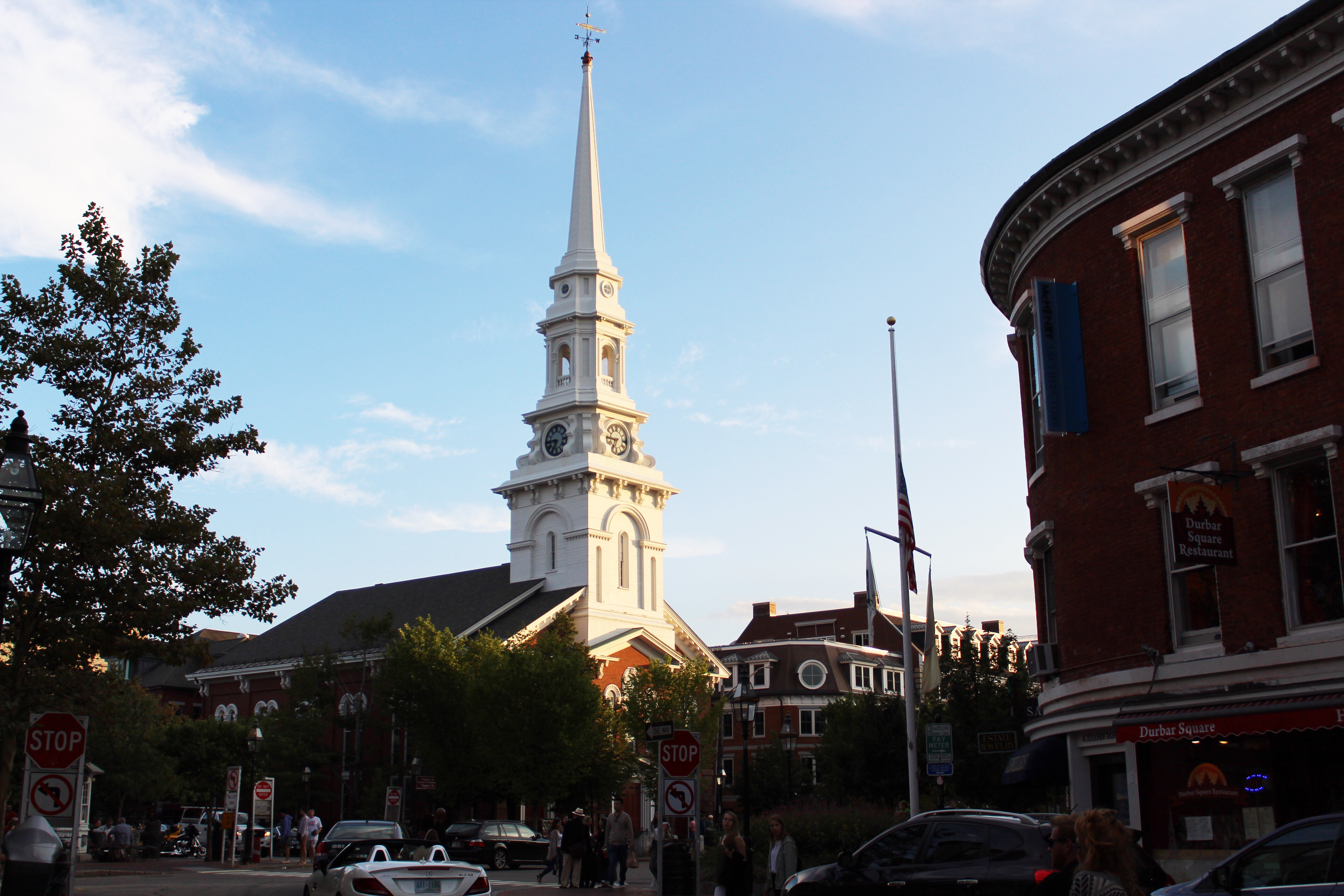

Portsmouth, New Hampshire là một thành phố thuộc quận trong tiểu bang New Hampshire, Hoa Kỳ. Thành phố có diện tích km2, dân số 21.233 người theo điều tra năm 2010 của Cục điều tra dân số Hoa Kỳ là người. Là một cảng lịch sử và địa điểm du lịch mùa hè nổi tiếng, Portsmouth là nơi đóng căn cứ không quân Pease Command của Không quân chiến lược, sau đó chuyển đổi đến Sân bay quốc tế Portsmouth tại Pease với dịch vụ hàng không thương mại hạn chế.